# Бог в индуизме
В индуизме существует много взглядов на природу божества, основанных на монотеизме, политеизме, пантеизме и монизме.

## Общие сведения
Для обозначения Бога в его личностном аспекте обычно используются такие санскритские термины, как ишвара (санскр. ईश्वर IAST: īśvara) и бхагаван (санскр. भगवान् IAST: bhagavān). Большинство последователей индуизма верят в то, что Ишвара является единым личностным Богом, которого не следует путать с множеством божеств в индуистском пантеоне, называемых термином дэва. В Ведах говорится, что общее число дэвов составляет 330 миллионов (согласно другой интерпретации — 33 млн). Термин «дэва» можно перевести с санскрита как «бог», «божество» или «божественное существо». Дэвы в индуизме — это небесные существа, ангелы и полубоги, которые превосходят по могуществу людей и поэтому почитаются.
Индуистский автор Ситансу Чакраварти описывает понятие Бога в индуизме следующим образом:
Индуизм — это монотеистическая религия, последователи которой верят в то, что Божество проявляет Себя (Он или Она) в различных формах. Человек может поклоняться Божеству в том Его проявлении, которое наиболее близко ему, при этом относясь уважительно к другим формам поклонения.
В индуистской философской школе веданта также существует понятие верховного космического духа, который называется Брахман. Он описывается как безграничный, вездесущий, всемогущий, бестелесный, как трансцендентная и имманентная реальность, которая выступает как божественная основа всего мироздания. Говорится, что он не поддаётся описанию. В некоторой степени его можно охарактериховать как сатчитананда — бесконечные истина, сознание и блаженство.

## Вайшнавизм и шиваизм
Последователи двух самых многочисленных направлений в индуизме — вайшнавизма (приблизительно 70 % от общего числа индуистов) и шиваизма, верят в то, что Ишвара и Брахман соответственно являются личной и безличной сущностями Единого Бога, изначальной верховной сущностью которого в вайшнавизме выступает Вишну, а в шиваизме — Шива. Для последователей шактизма Верховной сущностью Ишвары выступает Богиня-мать Деви. В известном гимне «Лалита-сахасранама» описываются 1000 имён Деви. Бог в Своей личностной форме как Вишну и Его аватары, или же как Шива, обладает безграничным количеством всецело духовных качеств, из которых выделяются шесть основных:
1. Джнана («знание»)
2. Вайрагья («отрешённость»)
3. Яшаса («слава»)
4. Вирья («сила»)
5. Айшварья («богатство»)
6. Шри («красота»)

В философии индуизма принято рассматривать Бога в Его трёх основных сущностях:
1. Брахман — безличная сущность Бога, вселенское всепронизывающее сияние. Достигнув этого уровня и осознав величие Брахмана, человек обретает блаженное состояние сознания, подобное нирване в буддизме.
2. Параматма — вездесущая сущность Бога, которая находится в сердцах всех живых существ и в каждом атоме материального мира и постоянно сопровождает индивидуальную душу атман.
3. Бхагаван — Верховная Личностная сущность Бога, которая проявляется в различных формах, таких как Вишну, Кришна и др. В вайшнавизме, осознание Бога в Его сущности как Бхагаван рассматривается как наивысший уровень духовной реализации.

## Двайта
В дуалистическом индуизме двайты, к которому принадлежит большинство последователей вайшнавизма, Брахман рассматривается как безличная сущность личностного Бога, по своей природе идентичная Бхагавану. Согласно двайте, индивидуальные души (дживы) являются частичками Брахмана, а Бог в своём личностном аспекте Бхагавана или Ишвары является источником как Брахмана, так и индивидуальных джив.

## Адвайта
В другом течении индуизма, адвайта-веданте, Брахман принимается как конечная и единственная реальность в этом мире, — всё остальное рассматривается как иллюзия. Последователи адвайты полагают, что майя является иллюзорной потенцией Брахмана, под влиянием которой Брахман предстаёт перед глазами обусловленных джив как материальный мир со всеми его формами и атрибутами. Когда джива пытается постичь не имеющего качеств и атрибутов Брахмана с помощью своего ума, посредством своей иллюзорной энергии майи Брахман проявляется в форме личностного Бога Ишвары или Бхагавана. То есть Бог представляет собой сочетание Брахмана с майей — Сагуна-брахман, или Брахман с позитивными атрибутами. Он единственный в своём роде. Он создатель этого мира, его правитель и его разрушитель. Он вечный и неизменный. Он управляет миром с помощью майи. Он — господин майи и она всегда находится под его контролем. Дживы в своём обусловленном состоянии являются слугами майи в форме невежества. Это невежество выступает как причина страданий и греховной деятельности в материальном мире. Бог — это бесконечное блаженство. Он всегда осознаёт единство Брахмана и иллюзорную природу этого мира. В индуизме не существует места для концепции центрального зла или дьявола, как в авраамических религиях. В адвайте страдания объясняются невежеством. Ишвару также можно представлять себе и поклоняться ему в антропоморфических формах, таких как Вишну, Кришна или Шива. В философии адвайты утверждается, что после того как индивид осознаёт единство всего сущего, он получает возможность выйти из-под влияния иллюзии различия и разделения Бога и осознать своё единство с Брахманом.